# 調老人
調 老人（つき の おきな）は、飛鳥時代の官吏。姓は忌寸（伊美吉）。官位は正五位下・大学頭、贈正五位上。

## 出自
調氏（調忌寸）は、東漢氏の一族に属する漢系渡来氏族。租税の一つである調の管理・徴収に従事したことが由来とされる。延暦4年（784年）坂上苅田麻呂の上表文により、坂上氏・山口氏などのほかの忌寸姓の10氏族と共に宿禰に改姓した。

## 経歴
持統天皇3年（689年）志貴皇子・佐味宿那麻呂・羽田斉・伊余部馬養・大伴手拍・巨勢多益須らと共に『善言』という書物を編集するための官職である撰善言司に任じられる。この書は南朝宋の范泰の『古今善言』を模範にした説話集であったらしく、皇族や貴族の修養に役立てようとしたものであった。しかし、この書は刊行されず、のちの『日本書紀』の資料にされたらしい（青木和夫）。
文武天皇4年（700年）に大宝律令撰定の功で、刑部親王以下調老人を含む19人が禄を与えられた（このときの冠位は直広肆（従五位下相当））。編者の中で最後に名前があがっており、追加補任されたと解釈することもできるが、翌大宝元年（701年）8月に正五位上を追贈されていることから、これ以前に没したとも考えられる。
大宝3年（703年）律令選定の功績により、下毛野古麻呂・伊吉博徳の2人と伊余部馬養の子息とともに老人の子息にも賜田10町・封戸100戸が与えられ、賜田は子の代まで相続を許されたが、封戸は本人限りとされた。さらに、孝謙朝の天平宝字元年（757年）になってから、上記3人とともに子一代に功田10町を下功として伝えらることを許されている。

## 人物
『懐風藻』に「三月三日詔に応ず」という題の五言詩の漢詩作品1首が採録されている。

## 官歴
『六国史』による。
- 時期不詳：勤広肆
- 持統天皇3年（689年）6月2日：撰善言司
- 時期不詳：直広肆
- 文武天皇4年（700年）6月17日：賜禄（選定律令）
- 時期不詳：大学頭[5]
- 大宝元年（701年） 8月21日：贈正五位上（預撰律令）[6]
- 大宝3年（703年） 2月15日：賜田10町・封戸100戸（子息へ賜与）